# Rosy McHargue

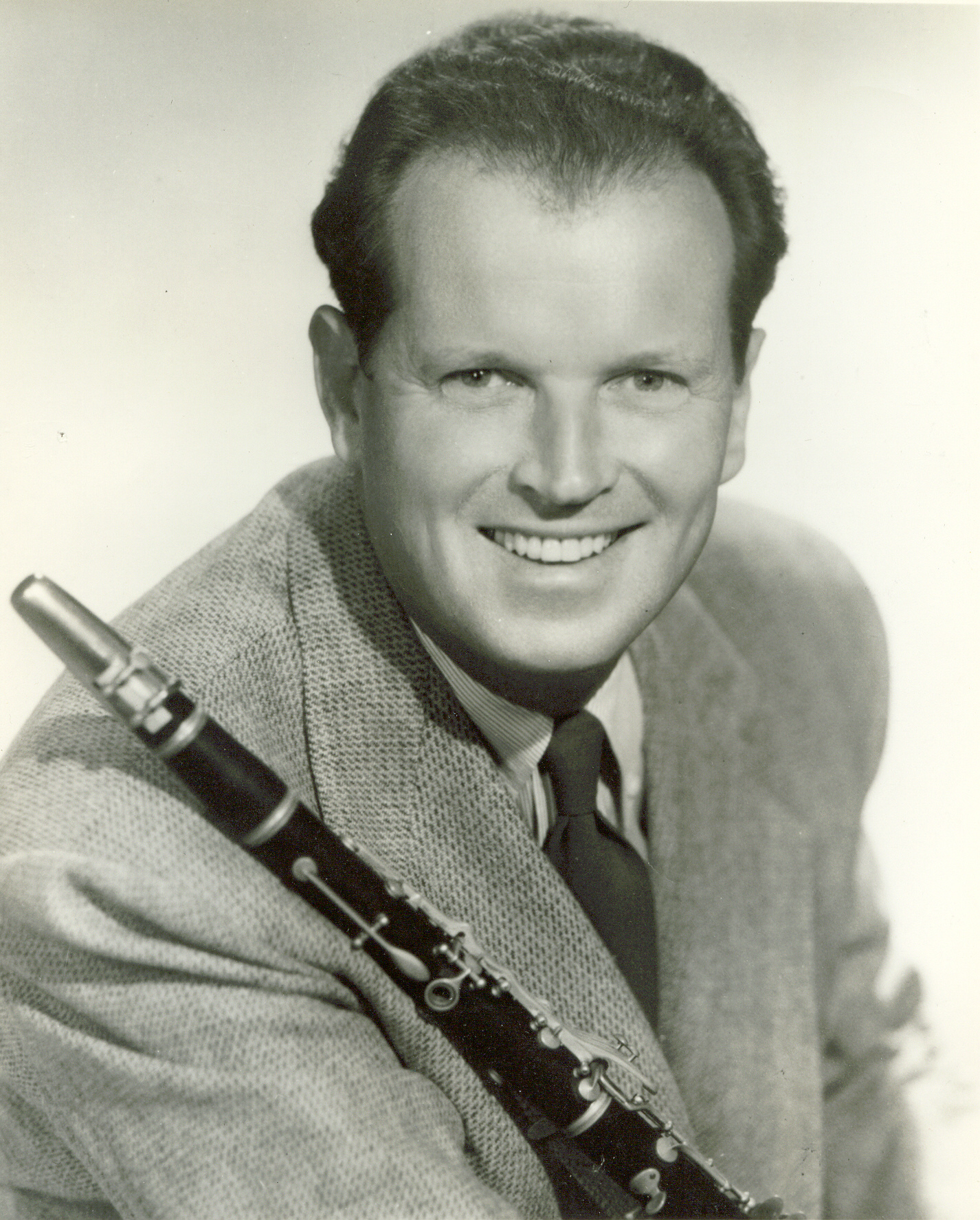
Rosy McHargue, 1952

James Eugene „Rosy“ McHargue (* 6. April 1902 in Danville, Illinois; † 8. Juni 1999 in Santa Monica) war ein US-amerikanischer Jazz-Klarinettist und Saxophonist des Chicago-Jazz, Swing und  Dixieland.
McHargue lernte das Klavierspiel 1920 bis 1923 bei seiner Mutter und außerdem C-Melodie-Saxophon und Klarinette. Seine erste Aufnahme machte er 1922 mit dem Orchester von Roy Schoenbeck. Er nahm mit den Seattle Harmony Kings (1925) auf, Frankie Trumbauer (1931), Ted Weems (1934), mit dem er 1934 bis 1942 spielte, und Jimmy McPartland (1936). Er spielte auch kurz 1925 nach dem Weggang von Bix Beiderbecke bei den Wolverines. Dann ging er nach Los Angeles, wo er 1942 bei Eddie Miller spielte, 1943 bei Benny Goodman, 1943 bis 1946 bei Kay Kyser und 1947 bis 1951 mit Red Nichols. Außerdem spielte er mit Pee Wee Hunt und Pete Daily. Er nahm unter eigenem Namen auf und leitete zwei Jahre eine Band in der TV-Show Dixie Showboat (1950–1952).
In den 1990er Jahren arbeitete er mit Jazzhistorikern zusammen bei der Rekonstruktion alter Songs und deren Texten, nahm noch 1992 (bei Stomp Off) auf und spielte in den 1990er Jahren auf Jazzfestivals.